# In the Wake of Poseidon
| Recensione | Giudizio |
| ---------- | -------- |
| AllMusic   |          |

In the Wake of Poseidon è il secondo album in studio del gruppo musicale britannico King Crimson, pubblicato il 15 maggio 1970 dalla Island Records.

## Descrizione

### Antefatti
La formazione dei King Crimson, rispetto al disco d'esordio, è già cambiata a seguito dell'annunciato abbandono di Greg Lake, Mike Giles e Ian McDonald; il rimpasto dei musicisti rimarrà una costante della prima fase del gruppo, sino alla fine del 1972. Lake e Giles accettarono la richiesta di Robert Fripp di contribuire alle incisioni di quest'album come turnisti. Le note di copertina comunque non distinguono fra "ospiti" e "membri effettivi", questi ultimi essendo di fatto i soli Fripp e Pete Sinfield.
Ian McDonald esce totalmente di scena come musicista, malgrado alcuni brani dell'album portino ancora la sua firma; il mellotron perciò diviene competenza esclusiva di Fripp, che lo alterna alle chitarre, mentre i fiati sono affidati a Mel Collins. Il contributo di Lake si limitò alla voce su tre dei quattro brani cantati del disco; a titolo di compenso, il cantante chiese di entrare in possesso dell'impianto voci dei King Crimson. Le parti di basso vennero quindi curate da Peter Giles, fratello di Mike, più idoneo di Lake a ricoprire il ruolo in tempi rapidi (a giudizio di Fripp, che con lui aveva già suonato nel trio Giles, Giles & Fripp).
Un solo brano è cantato da Gordon Haskell, già amico di Fripp e futuro bassista del gruppo. Completa la lista dei musicisti il pianista jazz Keith Tippett, che per propria scelta manterrà sempre il ruolo di turnista nei King Crimson, sia in quest'album che nei due successivi.

### I brani
L'introduzione Peace - A Beginning è un breve tema che ricorrerà altre due volte nel corso dell'opera, e qui è affidato alla sola voce di Lake.
Il resto del lato A pare voler ricalcare pedissequamente la prima facciata di In the Court of the Crimson King: Pictures of a City ricorda molto 21st Century Schizoid Man, anche se veniva già suonata dal vivo dalla formazione del 1969 col titolo A Man, A City. Tra i vari tratti in comune c'è il testo, incentrato sull'alienazione, qui ambientato in una metropoli dei giorni nostri: Sinfield fu ispirato dalla vista del traffico di New York, durante il primo tour dei King Crimson negli Stati Uniti d'America. La seguente Cadence and Cascade è una ballata sulla falsariga di I Talk to the Wind, mentre In the Wake of Poseidon richiama Epitaph.
Il lato B inizia con Peace - A Theme, che ripropone il medesimo tema introduttivo ma con la chitarra acustica; a seguire è una versione estesa di Cat Food (singolo uscito nello stesso anno insieme all'inedito Groon), caratterizzato da una base armonica blues ma con tempi composti ispirati al free jazz. The Devil's Triangle è una strumentale il cui titolo allude sia al triangolo delle Bermude che all'uso frequente del tritono; la prima parte, denominata Merday Morn, cita in chiave elettrica il brano Mars - The Bringer of War dalla pièce sinfonica I pianeti di Gustav Holst (il titolo originario Mars fu eliminato poiché gli eredi di Holst negarono il loro consenso ad usarlo). Dopo il breve interludio Hand of Sceiron, la seconda parte Garden of Worm è tipicamente free jazz. Chiude il disco Peace - An End, in cui le due precedenti esposizioni del tema (voce e chitarra) compaiono in simultanea, svelando anche la differenza di tonalità fra loro.
A differenza del primo album, le cui composizioni erano ripartite piuttosto equamente fra i musicisti, su In the Wake of Poseidon Fripp è per lo più unico autore accreditato delle musiche. Sino al 1972 e per altri due album dopo questo, Fripp e Sinfield risulteranno unici autori dei King Crimson. Si può quindi affermare che dalla lavorazione di quest'album in poi incominci la vera e propria leadership musicale di Fripp nei King Crimson, seppur derivata in principio dalla mera necessità di prendersi carico della situazione precaria conseguente alla defezione di tre dei cinque membri fondatori del gruppo.

### Copertina
La copertina dell'album è un dipinto del 1967 dell'artista londinese Tammo De Jongh, dal titolo: "The 12 Archetypes" or "The 12 Faces of Humankind". Raffigura dodici volti umani, ciascuno dei quali a sua volta simboleggia un archetipo, secondo una peculiare fisiognomica teorizzata dall'omeopata e radioestesista John De Monte, il quale, sulla base delle proprie teorie, aveva appunto commissionato a De Jongh i dodici ritratti. Per il testo del brano che dà il titolo all'album, Peter Sinfield si ispirò a queste dodici figure: per l'esattezza, due versi per ciascuna.
La copertina interna è costituita da un dipinto astratto eseguito dallo stesso Sinfield, sul quale sono sovrimpressi i testi delle canzoni e i crediti dell'album.

## Classifiche
L'album raggiunse la posizione numero 4 in UK ad oggi il miglior risultato nella storia del gruppo. Negli USA il disco raggiunse la posizione numero 31 della classifica di Billboard (solo il loro disco di debutto fu capace di fare meglio).

## Tracce
Testi e musiche di Robert Fripp e Peter Sinfield, eccetto dove indicato.
Lato A
1. Peace - A Beginning – 0:49
2. Pictures of a City (including 42nd at Treadmill) – 8:03
3. Cadence and Cascade – 4:27
4. In the Wake of Poseidon (including Libra's Theme) – 7:56

Lato B
1. Peace - A Theme – 1:15 (musica: Robert Fripp)
2. Cat Food – 4:54 (Robert Fripp, Peter Sinfield, Ian McDonald)
3. The Devil's Triangle – 11:39 – including:
4. Peace - An End – 1:53

Tracce bonus nella riedizione del 30º anniversario
1. Cat Food (Single Version) – 2:45 (Robert Fripp, Peter Sinfield, Ian McDonald)
2. Groon (B-Side) – 3:35 (musica: Robert Fripp)

## Formazione
- Robert Fripp - chitarra, mellotron
- Greg Lake - voce
- Peter Giles - basso
- Mike Giles - batteria
- Gordon Haskell - voce
- Keith Tippett - pianoforte
- Mel Collins - fiati